# Костянтин ап Кадор
Костянтин (корн. Constantine) (520—576  або 588) — король і мученик Шотландський, пам'ять в Корнуолі та Уельсі 22 березня, в Шотландії 24 березня, в Ірландії 31 березня.

## Біографія
Святий Костянтин, якого деякі історики ідентифікують з однойменним королем Думнонії, був, за переказами, небожем короля Артура. Святий Костянтин був одружений з дочкою короля Бретані і вів життя, повне пороку і пожадливості до тих пір, поки його не звернув до Господа святий Петрок (Petroc, пам'ять 4 червня). Костянтин був слабким правителем. У 550-х роках Кіндруін Синій захопив у нього північно-східні території, на яких він створив державу Гластенінг. Після кончини своєї дружини він, як повідомляється, поступився своїм троном синові Геррену, щоб вирушити на покаяння в монастир св.  Мохуди (Mochuda) в Рахані (Rahan), що в Ірландії. Окрім Геррена, Костянтин мав Бледрика і Домуеля, а також доньку, яка вийшла заміж за короля Ергінга в Південному Уельсі.
У монастирі, зберігаючи в таємниці своє походження, він виконував чорну роботу, сім років носив зерно до млина. Однак його походження було викрито, і ігумен відправив його вчитися на священника, після чого він був висвячений. Костянтин став місіонером серед піктів в Шотландії спочатку при св. Колумбі, потім — при Кентігерні, єпископі Глазго. Він проповідував в  Голоуеї, а також заснував монастир в Говане поблизу річки Клайді і став його настоятелем. У літньому віці, бувши на шляху в Кінтайр, він зазнав нападу піратів, які відрізали йому праву руку, і стік кров'ю. Святий Костянтин вважається першим мучеником шотландським.
У Корнуолі є два місця, названих на його честь: одне — на річці  Хелфорд (Helford), інше — біля  Падстоу (Padstow). У першому з них храм був більше і проіснував при монастирі до XI століття. Він був також покровителем церков в Мілтон Еббот, що в Девоні.
Житіє святого Костянтина міститься в Абердинському Бревіарії від 11 березня. За цією легендою, Костянтин був королем бритів, в юності він вів аморальний спосіб життя; згодом розкаявся і вирушив проповідувати серед піктів, які його жорстоко катували і вбили. Неясно, чи має він відношення до короля Костянтина, про якого пише Гільда, звинувачуючи його у розпусті і легковажності (в «Анналах Камбрії» під 589 роком значиться «звернення Костянтина до Господа»).
В ірландських мартирологіях згадується шотландський король Костянтин, син Фергуса: він жив в VI—VII століттях і був пов'язаний зі святим Мохудою, засновником монастиря в Кул Ратін. «Мартирологія Кашеля» іменує його «аббатом Кул Ратін». Вже в «Мартирології Таллахта» (IX ст.) Висловлюється сумнів з приводу того, пам'ять якого Костянтина святкується 11 березня («або Костянтин Брітт, або Костянтин, син Фергуса»). В будь-якому випадку, Костянтин, пам'ять якого відзначається 11 березня, не має відношення до вбитого у 875 році короля піктів Костянтина, сина Кінаєда.